# La Grande-Motte
La Grande-Motte é uma comuna francesa, situada na região de Occitânia, departamento de Hérault, no distrito de Montpellier.

## Tour de France

### Chegadas
- 2009 :  Mark Cavendish